# Hydaticus pullatus
Hydaticus pullatus är en skalbaggsart som beskrevs av Guignot 1952. Hydaticus pullatus ingår i släktet Hydaticus och familjen dykare. Inga underarter finns listade i Catalogue of Life.